# バルカン政治家
バルカン政治家（バルカンせいじか）とは、その時々の状況変化に応じ、敵味方を目まぐるしく変えていく政治家、もしくは他国との関係を国際関係の変化に応じて目まぐるしく敵対・同盟に変化させる外交政策を推し進めようと図る傾向の強い政治家の事である。また、特に政治の場ではなくても、比喩（例：「まるでバルカン政治家の様だ」）で使われるケースもある。

## 概要
用語の由来は、18世紀以降のオスマン帝国の衰退・力の空白に伴い、ヨーロッパ列強の後ろ盾によって19世紀から20世紀（ユーゴスラビア建国期）にオスマン帝国の支配から離脱するかたちで建国されたバルカン半島に位置する諸国群（バルカン諸国）で活躍・暗躍してきた幾つかの政治家達を指したものとされる。
古来より半島地形に様々な国家が林立する場合、海路を通じ貿易を起こして栄える国家や、陸路（半島付け根部分）を通じ大陸側にある近隣国家群（或いは特定の大国）と結び付きを強める国家などが興り易い。貿易手段が多岐に渡る地形である故、単独でも十分、国力が豊かになれる国家が成立していく反面、文化の多様化（同一民族意識の結び付きの弱体化・事実上の民族の枝分かれ、各異民族での独立意識維持）も進み、更に同じ半島内での他国との統合を希求しようにも、国力が突出して強い盟主的国家も成立し辛いので、統一国家が建国される事も困難になる。
この様な団子レース的な近隣諸国間での複雑な外交を通じ、どうしても同盟相手・敵対相手の変心・寝返りなどその時々の状況の変化に素早く迅速に手を打てる手腕を持つ政治家が必要とされ、生まれていく。更に、国同士の駆け引きだけではなく、国家の中でも（近隣国家からの工作で）国論の分裂や内政での利権化による政治の派閥化で政治家・政治グループ同士での同盟・敵対も繰り返されていき、その様な駆け引きについて手腕に長けた政治家が多数輩出・台頭し易い土壌となる。
やがて（地形も問わず）他地域であっても、この様な素養・才覚を身に付けた政治家は、皮肉、或いは尊敬・畏敬を込めて「バルカン政治家」と呼称される様になった。

## バルカン政治家と呼ばれた政治家
日本においては、語源の元であるバルカン諸国の小国イメージになぞられ、「小派閥・小規模政党を率いる領袖」という意味合いに偏重・変質した上で呼称される傾向が続いている。その為、本来の意味でのバルカン政治家とはかけ離れた「物腰が柔らかい」「庶民的でソフトイメージ」「意見調整重視」「理想家肌」の政治家に多い。
- 三木武夫[1]
- 武村正義[1]
- 菅直人 - バルカン政治家になぞらえ、「バル菅」とも呼ばれた[2]。

### 特にバルカン諸国地域での政争に影響を及ぼした背景に限定
- 南スラブ人、ユーゴスラビア
- オスマン帝国:東方問題、汎トルコ主義
- オーストリア・ハンガリー帝国:汎ゲルマン主義
- ロシア帝国:汎スラブ主義、南下政策
- バルカン戦争
- サラエヴォ事件、第1次世界大戦
- バルカン連邦構想、バルカン同盟